# Соня Йончева
Соня Йончева (болг. Соня Йончева; нар. 25 грудня 1981, м. Пловдив, Народна Республіка Болгарія), — болгарська оперна співачка (сопрано).
Закінчила Національну школу музики і танцю у Пловдиві по класу фортепіано і вокалу. Після цього навчалася на факультеті класичного співу Женевської консерваторії.
Репертуар співачки складається з різних музичних стилів: від бароко до джазу. Виконувала ролі в постановках театру «Реал» в Мадриді, театру «Ла Скала» в Мілані, Празької національної опери, Оперного театру Лілля, Бруклінської академії музики в Нью-Йорку, фестивалю в Монпельє. Виступала на концертах в «Тонхалле» в Цюриху, Консерваторії імені Верді в Мілані, «Сите де ла Мюзик» в Парижі, «Лінкольн-центрі» в Нью-Йорке, «Барбикан-центрі» в Лондоні і на інших сценах.
Соня Йончева є лауреаткою багатьох конкурсів у Болгарії. У 2010 році отримала перемогу на престижному конкурсі вокалістів «Опералія» в Мілані. 

## Приватне життя
Одружена з венесуельським диригентом Домінго Хіндояном (Domingo Hindoyan), має сина Матео (2014 р. нар.) і дочку Софію (2019 р. нар.), мешкають у кантоні Во, Швейцарія. Молодшший брат Йончевої Марін Йончев, болгарський рок-співак.

## Медіа
Відео: Соня Йончева в ролі Віолетти Валері, «Травіата», Метрополітен-опера, 2017 р., переклад Олекси Кириченка:
- Перший акт
- Другий акт
- Третій акт